# Östgöta fotfolk
Östgöta fotfolk är ett tidigare infanteriregemente i Östergötland.

## Historik
Under Dackefejden omtalas år 1542 östgötarna tillsammans med andra trupper under befäl av Johan Roos. Vid den tid, då underrättelse anlände, att Stenbock med västgötarna ingått stillestånd med Dacke, vistades dessa trupper i Linköping.
Sedermera är det bekant, att Östergötlands fotfolk deltog i hertigarna Johans och Karls revolution mot Erik XIV samt var närvarande vid intagandet av Vadstena slott och Stegeborgs slott ävensom därefter i följande strider med konungens folk vid Nyköping och Södertälje. Vid ankomsten därpå till Stockholm lägrade de vid Rörstrand. Vidare befann sig Östgöta fotfolk omnämnd i en handling av den 17 augusti 1590, då Bengt Månssons fänika, 435 man, från Östanstång och Pär Månssons fänika, 442 man, från Västanstång omtalas tillsammans med andra "knektar, som Eckert Linderson i befallningshavare". Dessa fänikor tillhörde vid nämnda tid säkerligen Narvas garnison under det dåvarande kriget med Ryssland och synes gjort stora förluster genom svår köld. År 1591 omnämnes nämligen samma befälhavare med endast 370 nyantagna östgötaknektar, vilka, inberäknade bland 9402 fotfolk och ryttare, skulle med "hertig Karls beskede med första öppet vatten rycka upp till att förbliva i landtvärn". Enligt ett »Register uppå K. M:ts krigsfolk efter den besked, man till denna tid bekommit hafer, av den 25 augusti 1593, omnämnas ytterligare dessa fänikor under samma befäl, och bestod då Bengt Månssons fänika av 118 man, "som äro i Stegeborg i vakt", och den andra av 230 man med 140 bondeknektar. Detta register är den första kända fullständiga förteckning öfver svenska arméns styrka i fredstid. Under stridigheterna emellan konung Sigismund och hertig Karl tillhörde östgötarna med ett obetydligt undantag hertigens här samt deltog måhända i slaget vid Stegeborg och med säkerhet i slaget vid Stångebro 1598.